# Sinlije
Sinlije is een plaats in de gemeente Cernik in de Kroatische provincie Brod-Posavina. De plaats telt 4 inwoners (2001).